# Aphanisis
Der Begriff Aphanisis (abgeleitet aus dem griechischen Wort aphanes für unsichtbar) wurde im Jahre 1927 in einem Vortrag auf dem X. Internationalen Psychoanalytischen Kongreß in Innsbruck von dem Psychoanalytiker Ernest Jones in die psychoanalytische Theoriebildung eingeführt, und beschreibt die Gefahr des Verlustes der sexuellen Genussfähigkeit als Folge einer "Libidospannung angesichts von Entzug" in der frühen Kindheitsentwicklung und anschließender"künstlicher Hemmung" mit der Folge einer "Lähmung, verursacht durch fortlaufende und ununterbrochene Überreizung." Nach der Auffassung von Jones ist die Angst vor dem Verlust der sexuellen Genussfähigkeit für beide Geschlechter noch fundamentaler als die Kastrationsangst und Jones – ähnlich wie Melanie Klein – zufolge setzt die Entstehung des Über-Ichs bereits in der prägenitalen Phase in der frühesten Kindheit – also vor Beginn des eigentlichen Ödipuskonfliktes – ein.

Den Begriff Aphanisis fasst Jones selber folgendermaßen zusammen:
„Daher kann die in Rede stehende Gefahr ebensowohl als Gefahr für das Ich oder für die Libido bezeichnet werden; genauer gesprochen ist es eine Gefahr für den libidinösen Bestand des Ichs, für seine Fähigkeit zu libidinöser Befriedigung in sinnlicher oder sublimierter Form. Dies aber entspricht genau dem, was ich seinerzeit als Aphanisis bezeichnet habe.“
Jones führte den Begriff Aphanisis im Zusammenhang mit seinen Überlegungen zu der Entwicklung der weiblichen Sexualität ein. Da das Mädchen ja bereits kastriert sei, könne es keine dem Knaben vergleichbare Kastrationsangst empfinden. So wird die Aphanisis "jenseits des Kastrationskomplexes" zu "dem gemeinsamen Nenner der Sexualität beim kleinen Mädchen und kleinen Knaben."